# 얼린 맥맨

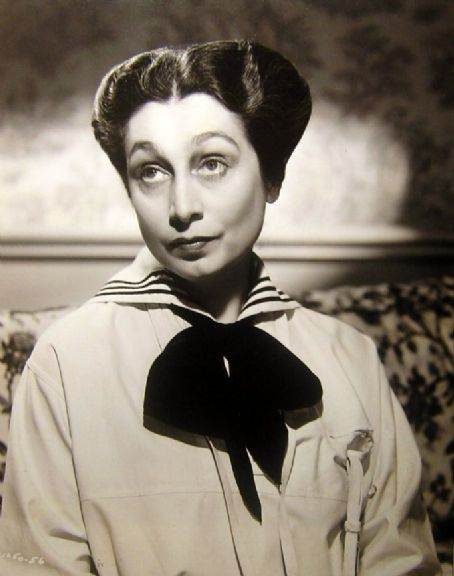

얼린 맥맨(Aline MacMahon, 1899년 5월 3일 ~ 1991년 10월 12일)는 미국의 연극 배우, 영화배우이다.
뉴욕에서 폐렴으로 사망하였다.

## 영화
- 아이 콜드 고우 온 싱잉 (1963년)
- 다이아몬드 헤드 (1963년)
- 시머론 (1960년)
- 라라미에서 온 사나이 (1955년)
- 에디 캔터 스토리 (1953년)
- 프레임 앤드 애로우 (1950년)
- 스튜디오 원 (1948년)
- 수색 (1948년)
- 게스트 인 더 하우스 (1944년)
- 드래곤 씨드 (1944년) - 링 탠의 아내 역
- 스테이지 도어 캔틴 (1943년)
- 황무지 (1935년)
- 히트 라이트닝 (1934년) - 올가 역
- 더 월드 체인지 (1933년)
- 1933년의 황금광들 (1933년)
- 하트 오브 뉴욕 (1932년)
- 원 웨이 패시즈 (1932년)
- 파이브 스타 파이널 (1931년)